# Opération Ogre
Pour plus de détails, voir Fiche technique et Distribution.
Opération Ogre (Operación Ogro en espagnol ; Ogro en italien) est un film italien et espagnol réalisé par Gillo Pontecorvo et sorti en 1979.

## Synopsis
Dans l'Espagne franquiste, en 1973, l'amiral Luis Carrero Blanco, président du gouvernement, est assassiné par ETA, organisation terroriste basque indépendantiste d'extrême gauche.

## Fiche technique
- Titre italien : Ogro
- Titre espagnol : Operación Ogro
- Réalisation : Gillo Pontecorvo
- Scénario : Giorgio Arlorio, Ugo Pirro, Gillo Pontecorvo d'après le livre de Julen Aguirre
- Photographie : Marcello Gatti
- Costumes : Javier Artiñano
- Musique : Ennio Morricone
- Montage : Mario Morra
- Durée : 115 minutes
- Dates de sortie :
  - 3 septembre 1979 : Festival du film de Venise
  - 28 septembre 1979 : Italie
  - 5 avril 1980 : Espagne

## Distribution
- Gian Maria Volontè : Izarra
- Ángela Molina : Amaiur
- Saverio Marconi : Luque
- José Sacristán : Iker
- Eusebio Poncela : Txabi
- Féodor Atkine : José María Uriarte
- Georges Staquet : El Albañil
- Nicole Garcia : Karmele

## Distinctions
- David di Donatello du meilleur réalisateur pour Gillo Pontecorvo[1]